# Señorita (пісня Шона Мендеса та Каміли Кабельйо)
«Señorita» — пісня канадського співака Шона Мендеса і кубинсько-американської співачки Каміли Кабельйо. Сингл вийшов під лейблом Island Records 21 червня 2019 року. Пісню спродюсували Бенні Бланко, Кашемір і Ватт.

## Акція
І Мендес, і Кабельйо вперше натякнули на співпрацю в грудні 2018 року. Вони почали підбурювати проєкт у соціальних мережах у червні 2019 року, коли кожен із них ділився 20-секундним відеозахопленням. 19 червня 2019 року вони завантажили на свої акаунти в соціальних мережах тизери музичного відео до пісні. Мендес підтвердив, що це буде сингл, і пізніше того ж дня назвав дату випуску.

## Музичне відео
Офіційне відео пісні було представлено на YouTube 21 червня 2019 року. Відео, зняте в Лос-Анджелесі, показує Мендеса і Кабельйо. Відео включає кліпи дуету в готельному номері, в закусочній, їзду на мотоциклах і вечірку.

## Історія випуску
| Регіон          | Дата                | Формат                     | Мітка           | Дж.    |
| --------------- | ------------------- | -------------------------- | --------------- | ------ |
| Різні           | 21 червня 2019 року | Digital download streaming | Island Republic | [ 1 ]  |
| Сполучені Штати | 25 червня 2019 року | Топ-40 радіо               | Island Republic | [ 10 ] |